# Raon-sur-Plaine
Raon-sur-Plaine település Franciaországban, Vosges megyében. Lakosainak száma 139 fő (2022. január 1.). Raon-sur-Plaine Bionville, Raon-lès-Leau, Grandfontaine és Luvigny községekkel határos.

## Népesség
A település népessége az elmúlt években az alábbi módon változott:
| Lakosok száma | 159  | 152  | 151  | 146  | 145  | 147  | 147  | 143  | 139  |
|               | 2013 | 2015 | 2016 | 2017 | 2018 | 2019 | 2020 | 2021 | 2022 |